# Нефедово (Бабушкинский район)
Нефедово — деревня в Бабушкинском районе Вологодской области.
Входит в состав Подболотное сельское поселение, с точки зрения административно-территориального деления — в Подболотный сельсовет.
Расстояние по автодороге до районного центра села имени Бабушкина составляет 113 км, до центра муниципального образования Кокшарки — 5 км. Ближайшие населённые пункты — Пендуз, Верхотурье, Сумино.
Население по данным переписи 2002 года — 2 человека.